# Lijst van spelers van PSV (mannen)
Dit is een lijst van voetballers die minimaal één officiële wedstrijd hebben gespeeld in het eerste elftal van de Nederlandse betaaldvoetbalclub PSV.

## A
- Bep van Aalten (1928–1930)
- Patrick van Aanholt (2023–2024)
- Dirk Abels (2018–2019)
- Zakaria Aboukhlal (2018–2019)
- Eric Addo (1999–2008)
- Harrie Adriaans (1956–1957)
- Berry van Aerle (1981–1986 & 1987–1994)
- Ibrahim Afellay (2003–2010 & 2019–2020)
- Ismaïl Aissati (2005–2008)
- Suently Alberto (2014–2017)
- Alcides (2006–2008)
- Alex (2004–2007)
- Toni Allemann (1963–1964)
- Carlo l'Ami (1988–1989)
- Nordin Amrabat (2008–2010)
- Angeliño (2018–2019)
- Edwin van Ankeren (1993–1994)
- Jeremy Antonisse (2021–2023)
- Ru Arends (1935–1936)
- Santiago Arias (2013–2018)
- Frank Arnesen (1985–1988)
- Godwin Attram (1998–1999)

## B
- Isaac Babadi (2023–heden)
- Esmir Bajraktarević (2025–heden)
- Johan Bakayoko (2022–2025)
- Piet Bakers (1942–1955)
- Otman Bakkal (2003–2011)
- Zakaria Bakkali (2013–2015)
- Michael Ball (2005–2007)
- Gert Bals (1961–1964)
- Rini Bartels (1962–1965)
- Timo Baumgartl (2019–2023)
- DaMarcus Beasley (2004–2006)
- Björn Becker (1999–2005)
- Toon van Beek
- Raymond Beerens (1990–1994)
- Roy Beerens (2006–2007)
- Aziz Behich  (2018–2019)
- Pim Bekkering (1957–1967)
- Tijani Belaid (2007)
- Armel Bella-Kotchap (2023–2024)
- Walter Benítez (2022-2025)
- Hans van Bentum (1966–1968)
- Marcus Berg (2010–2011)
- Edwin van Berge Henegouwen (1981–1983)
- Tony van den Berg
- Carlo van den Bergh (1964–1966)
- Frank Berghuis (1984–1989)
- Steven Bergwijn (2014–2020)
- Nigel Bertrams (2013–2015)
- Jan van Beveren (1970–1980)
- Franz Biak (1920–1922)
- Jan Bijen (1946–1954)
- Gilles De Bilde (1997–1999)
- Stanley Bish (1967–1969)
- Kresten Bjerre (1969–1970)
- Emmanuel van de Blaak (2022–2025)
- Jan Blatter
- Martien Blatter
- Sjef Blatter (1965–1970)
- Koen de Bliek
- Henk Bloemsma
- Michel Boerebach (1989–1990)
- Rob Boersma (1966–1967)
- Kasper Bøgelund (1999–2005)
- Aleksandar Boljević (2014–2016)
- Leandro do Bomfim (2001–2005)
- Mark van Bommel (1999–2005) & (2012–2013)
- Erik-Jan van den Boogaard (1982–1985)
- Olivier Boscagli (2019–2025)
- John Bosman (1990–1991)
- Wilfred Bouma (1995–1997 & 2000–2006 & 2011–2013)
- Leo Boumans
- Cor Bouman
- Robert van Boxel
- Ernie Brandts (1977–1986)
- Jarrad Branthwaite (2022–2023)
- Hubert Brech
- Jérémie Bréchet (2008–2009)
- Martin Bremen
- Joshua Brenet (2012–2018)
- Michael Bresser (2024–heden)
- Hans van Breukelen (1984–1994)
- Hans Brink
- Toon van de Broek
- Jan van den Broek
- Janus van den Broek
- Harry Broos
- Arnold Bruggink (1997–2003)
- Jeffrey Bruma (2013–2016)
- Bruma (2019–2023)
- Toon Brusselers (1951–1965)
- Kenneth Brylle (1984–1985)
- Theo Buenen
- Jan Burghoorn

## C
- Roy Carey (1957–1958)
- Amar Ćatić (2019)
- Zvezdan Čebinac (1966–1967)
- Loek Chatrou (1962–1963)
- Jozef Chovanec (1988–1992)
- Tommy Christensen (1979–1981)
- Gert Claessen (1926–1927)
- Cláudio (1996–2002)
- Phillip Cocu (1995–1998 en 2004–2007)
- Nathan Coe (2004–2007)
- Jurgen Colin (2001–2002 & 2003–2004)
- Manuel da Costa (2006–2008)
- Peter Corbijn (1984–1985)
- Gino Coutinho (2000–2002)
- Huub Cuenen (1916–1917)
- Jason Čulina (2005–2009)

## D
- Peter Dahlqvist
- Jan van Dal
- Jos Damen
- Matteo Dams (2024–2025)
- Nick Deacy
- Joop Deenen
- Marc Degryse (1996–1998)
- Rinus Dek
- Gerrit Dekker
- Hilbert den Dekker
- Igor Demo (1997–2000)
- Gerrie Deijkers
- Gerrit Deijkers
- Maxime Delanghe (2020–2022)
- Memphis Depay (2006–2015)
- Timothy Derijck (2011–2014)
- Sergino Dest (2023–heden)
- Johan Devrindt
- Jan Dielissen
- Bertus Dierikx
- Bertus van Dijk
- Jos van Dijk
- Léonard van Dijk
- Rob van Dijk (2003–2004)
- Gerrie Dijkstra
- Jos Dijkstra
- Coen Dillen (1941–1946 & 1949–1961)
- Toon Dillen
- Marinus van Dinter (1968–1974)
- Tinus van Dinter
- Jürgen Dirkx (1994–1995 & 1998–2001 & 2002–2003)
- Ritsu Doan (2019–2022)
- Björn van der Doelen (1994–1997 & 1998–2001)
- Pim Doesburg (1967–1970 & 1980–1987)
- Ger Donners
- Jan van Dooren
- Henk Dorjee
- Jan van Dorst (Oudenbosch)
- Jan van Dorst (Eindhoven)
- Janus van Dorst
- Deseri Dresens
- Couhaib Driouech (2024–heden)
- Joël Drommel (2021–heden)
- Cor Drouen
- Denzel Dumfries (2018–2021)
- Tonny Dumoulin
- Wim van den Dungen
- Martin van Duren
- Balázs Dzsudzsák (2008–2011)

## E
- Jan Willem van Ede
- Édson
- Ralf Edström (1973–1977)
- Ad van Eerd (1927–1932)
- Piet van Eerd (1929–1934)
- Rens van Eijden (2006–2008)
- René Eijkelkamp (1995–1997)
- Dan Ekner
- Harry van Elderen
- Anwar El Ghazi (2022–2023)
- Juul Ellerman (1988–1994)
- Toon van Elten
- Jack van der Emde
- Orlando Engelaar (2009–2013)
- Ton van Engelen (1976–1979)
- Gerard Entink
- Charles van Erp
- Toon van Esch
- Noud van Esdonk

## F
- Ernest Faber (1992–1993 & 1994–2004)
- Ab Fafié
- Fagner (2007–2008)
- Jefferson Farfán (2004–2008)
- Adrian Fein (2020–2021)
- Csaba Fehér (2004 & 2006–2007)
- Luis Felipe (2020–2022)
- Osmar Ferreyra
- Ryan Flamingo (2024–heden)
- Dick Flierman
- Fodé Fofana (2021–heden)
- Trevor Ford
- Guy François (1975–1978)
- Mike Franks
- Lambert Franse
- Piet Fransen (1948–1960)
- John Fredrix
- Hans Friedel
- Karl Friedel
- Robert Fuchs (1993–1995 & 1999 & 2000 & 2001)

## G
- Mitchell van der Gaag (1988–1989 & 1992–1994)
- Giorgi Gachokidze (1998–1999 & 2000–2003)
- Cody Gakpo (2018–2022)
- Ruud Geels (1981–1982)
- Ben van Gelder
- Erik Gerets (1985–1992)
- André van Gerven
- Kick Geudekker
- Anton Giebels
- Piet Giesen
- René van der Gijp (1984–1987)
- Hans Gillhaus (1987–1989)
- Marco van Ginkel (2016 & 2017–2018 & 2020–2023)
- Antoon Goedhart
- Heurelho da Silva Gomes (2004–2008)
- Samuel Gomez van Hoogen (2024–2025)
- Ludwig Gorissen
- Mario Götze (2020–2022)
- Ad de Graaf
- Ad Graaumans
- Eric Groothedde (1967–1968)
- Andrés Guardado (2014–2017)
- Eiður Guðjohnsen (1995–1997)
- Daniel Guijo-Velasco (2003–2004)
- Ruud Gullit (1985–1987)
- Érick Gutiérrez (2018–2023)

## H
- Arie Haan (1983–1984)
- Henri Haaxman
- Bertus Haes
- Charles Hake
- Simon van Haperen
- Jan Hassink
- Thorgan Hazard (2023)
- Jan van Heck
- Cees Heerschop
- Willie Heesakkers (1960–1962)
- Jan Heintze (1982–1994 & 1999–2003)
- Theo Hendriks
- Jorrit Hendrix (2013–2021)
- Kees van Herk
- Gerrit Hermans
- Theo Hermens
- Rein Hermsen
- Sally Hertzberger
- Léon Hese (2001–2002)
- Willy van der Heijden
- Willy Heijink
- Jan van den Heuvel (1956–1961)
- Guus Hiddink (1970–1972)
- Oscar Hiljemark (2013–2015)
- Wout van Hirtum
- Paul den Hoed
- Oeki Hoekema
- Peter Hoekstra
- Gerard Hoenen
- Christ Hoeppe
- Ki-Jana Hoever (2022-2023)
- Kevin Hofland (2000–2004)
- Willy de Hond
- Frans d’Hooghe
- Louis d’Hooghe
- Miel d’Hooghe
- Ben Hoogstede
- Jordi Hoogstrate (2003–2005)
- Johan Houkes
- Jos van Hout
- Arthur Hoyer
- Jung-moo Huh (1980–1983)
- Berend-Jan Huiskamp
- Hendrik Huisken
- Piet Huijzer
- Klaas-Jan Huntelaar (2002–2003)
- Bèr Hunting
- Frans Hunting
- Harry Hunting
- Jan Hunting
- Atiba Hutchinson (2010–2013)
- Glenn Hysén

## I
- Rabiu Ibrahim (2011)
- Wim van Iersel
- Mohamed Ihattaren (2019–2021)
- Klas Ingesson
- Andreas Isaksson (2008–2012)
- Nicolas Isimat-Mirin (2014–2019)
- Tomasz Iwan (1997–2000)

## J
- Twan Jacobs
- Michael Jakobsen (2003–2005)
- Gerard Jansen
- Anton Janssen (1988–1989)
- Willy Janssen
- Niclas Jensen (1996–1997)
- Mathias Jørgensen (2012–2014)
- Bert de Jongh
- Jerry de Jong
- John de Jong (2000–2002 & 2003–2008)
- Marco de Jong
- Luuk de Jong (2014–2019 & 2022–2025)
- Siem de Jong (2016–2017)
- Wim Jonk (1995–1998)
- Hans Jonkers
- Jorginho
- Florian Jozefzoon (2013–2017)
- Hidde Jurjus (2016–2020)

## K
- Kalusha (1988–1994)
- Lloyd Kammeron
- Bernhard van Kampen
- Rick Karsdorp (2024–2025)
- Peter Kemper
- René van de Kerkhof (1973–1983)
- Willy van de Kerkhof (1973–1988)
- Pierre Kerkhoffs (1961–1964)
- Eric van Kessel
- Jan van Kessel
- Wim van Kessel
- Jan Ketel
- Cees van Keulen
- Mateja Kežman (2000–2004)
- Dmitri Khokhlov (1997–1999)
- Wim Kieft (1987–1990 en 1991–1994)
- Wim der Kinderen
- Paul Kiš
- Mathias Kjølø (2020–2022)
- Driekske Klaassen
- Harry Klaassen
- Rudolph Klein
- Janus Kleij
- Koos Kleij
- René Klomp
- Han Klumpkens
- Patrick Kluivert (2006–2007)
- Guus Kneepkens
- Georg Koch
- Menno Koch (2013–2017)
- Wim Koelen
- Erwin Koeman (1979–1982 en 1990–1994)
- Ronald Koeman (1986–1989)
- Eddy Koens
- Danny Koevermans (2007–2011)
- Joonas Kolkka (1998–2001)
- Guus van Kollenburg
- Arouna Koné (2005–2007)
- Frank Kooiman (2003)
- Louis Koolen
- Jurrie Koolhof (1982–1987)
- Leendert Koornneef
- Adick Koot
- Henk van Kooijk
- Luuk Koopmans (2015–2020)
- Erik Korchagin
- Adrie Koster (1979–1983)
- Bas Kox
- Adrie van Kraaij (1971–1982)
- Ivica Kralj
- Gerard Kramps
- Kees Krijgh
- Jan Kromkamp (2006–2011)
- Chris de Kruijff
- Piet Kruiver
- Jan Kruizinga
- Renzo Kruizinga
- Hendrie Krüzen (1988)
- Wessel Kuhn (2024–heden)
- Piet van der Kuil
- Hans Kusters
- Willy van der Kuijlen (1964–1982)

## L
- Marco de Laat (1992–1993)
- Evert Lafaire (1958–1962)
- Michael Lamey (2002 & 2004–2007)
- Sam Lammers (2015–2020)
- Nii Lamptey (1993–1994)
- Zakaria Labyad (2009–2012)
- Roberto Lanckohr
- Tygo Land (2023–heden)
- Rob Landsbergen
- Miel Lanegger
- Noa Lang (2023–2025)
- Bertus Langenhuijsen
- Toni Lato (2019–2020)
- Nikolai Laursen (2015–2019)
- Danko Lazović (2007–2010)
- Richy Ledezma (2020–2025)
- Young-pyo Lee (2002–2005)
- Tommie van der Leegte (1994–1997 & 2007–2008)
- Clint Leemans (2013–2016)
- Kees Leenhouwers
- Geo de Leeuw
- Rob van Leeuwen
- Fons Lemmens
- Yves Lenaerts (2002–2004)
- Jeremain Lens (2010–2013)
- Jan van Lent
- Kees van der Leij
- Nico van der Leij
- Søren Lerby (1987–1989)
- Maxime Lestienne (2015–2016)
- Raymond Libregts (1983–1985)
- Jan Licht
- Peer Liebregts
- Tijn van Lier
- Ad van Lierop
- Piet van der Linden
- Rein van Lingen
- Edward Linskens (1987–1996)
- Jürgen Locadia (2011–2018)
- Patrick Lodewijks (1987–1989 & 1998–2002)
- Ton Lokhoff (1982–1986)
- Utje Lommen
- Thomas van der Looy
- Jan Louwers
- Hirving Lozano (2017–2019 & 2023–2024)
- Harry Lubse (1970–1980)
- Theo Lucius (1998–1999 & 2000–2006)
- Derrick Luckassen (2017–2022)
- Jo van Luijk
- Ramon Pascal Lundqvist (2015–2019)
- Karl Lux

## M
- Ferry Maas
- Lambert Maassen
- Noni Madueke (2019–2022)
- André Maessen
- Huub Maessen
- Adam Maher (2013–2018)
- Tyrell Malacia (2025)
- Donyell Malen (2018–2021)
- Dennis Man (2025–heden)
- Reimond Manco (2008 & 2009–2010)
- Stanislav Manolev (2009–2013)
- Dirk Marcellis (2006–2010)
- Marcelo (gb. 1973)
- Marcelo (gb. 1987) (2010–2013)
- Marcos
- Nico Mares
- Danny Mares
- Ernst van Markenstein
- Arthur Marohn
- Marquinho
- Stefano Marzo
- Tim Matavž (2011–2014)
- Mauro Júnior (2017–heden)
- Teddy Maybank
- Philipp Max (2020–2023)
- Rob McDonald
- Jan van der Meer
- Andy van der Meijde (2010)
- Erik Meijer
- Edison Méndez (2006–2009)
- Stanley Menzo (1994–1996)
- Dries Mertens (2011–2013)
- Quintus van der Meulen
- Tienus van der Meyden
- Isidor Meijelmans
- Wim Middel
- Toine van Mierlo
- Willy van Mill
- Konstantinos Mitroglou (2019–2020)
- Oscar Moens (2006–2007)
- Evert Moes
- Ad Mol (1958–1959)
- Tom Van Mol
- Cor van den Molengraft (1949–1955)
- Héctor Moreno (2015–2017)
- Peter Møller (1997–1998)
- Rob Mulder
- Eef Mulders
- Jo Mulders
- Peter Mulders
- Vincent Müller (2020–2022)
- Henning Munk Jensen (1970–1973)
- Yvon Mvogo (2020–2022)
- Phillipp Mwene (2021–2023)

## N
- Adamo Nagalo (2024–heden)
- Luciano Narsingh (2012–2017)
- Jan Nederburgh
- Wilburt Need
- Lee Nguyen (2005–2008)
- Anders Nielsen (1997)
- Ivan Nielsen (1986–1990)
- Frans van den Nieuwenhuijzen
- Stefan Nijland (2008–2009 & 2010–2011 & 2012)
- Wim Nijnens
- Joeri Nikiforov (1998–2002)
- Milan Nikolić
- Luc Nilis (1994–2000)
- Torbjörn Nilsson
- Ruud van Nistelrooij (1998–2001)
- Björn Nordqvist
- Jos van Nuland
- Arthur Numan (1992–1998)
- Horst Nussbaum
- Gordon Nutt

## O
- Armando Obispo (2018–heden)
- Funso Ojo (2008–2012)
- Steve Olfers (2010)
- Nick Olij (2025–heden)
- Peter van Ooijen (2012–2014)
- André Ooijer (1997–2006 & 2009–2010)
- Drie Oomens
- Fredrik Oppegård (2020–2025)
- Ab van Osch
- Tini van Osch
- Davy Oyen

## P
- Kenneth Paal  (2014–2019)
- Patrick Paauwe (1993–1995)
- Boudewijn Pahlplatz (1994–1996)
- Ji-sung Park (2003–2005 & 2013–2014)
- Remko Pasveer (2014–2017)
- Johan Pater
- Kees Paulissen
- Piet Peereboom
- Kjell Peersman (2022–2025)
- Rob Peijnenburg
- Jef Penders
- Ricardo Pepi (2023–heden)
- Gastón Pereiro (2015–2020)
- Kenneth Pérez (2007)
- Lucas Pérez Martínez (2025)
- Ivan Perišić (2024–heden)
- Piet Peters
- Martin Petersen
- Željko Petrović (1996–1998)
- Erik Pieters (2008–2013)
- Miel Pijs (1961–1968)
- Joël Piroe (2019–2021)
- Ton Planken
- Ben van der Plas
- Gregory Playfair
- Jan Poortvliet (1974–1984)
- Gheorghe Popescu
- Jef Poppeliers
- Paul Postuma
- Simon Poulsen (2015–2017)
- Flemming Povlsen (1989–1990)
- Toon Prihoda
- Geoffrey Prommayon
- Davy Pröpper (2015–2017 & 2021)
- Frans Pullens
- Gerrit van der Putten

## Q
- Bertus Quaars (1974–1976)
- Gerrit Quick
- Anton Quispel

## R
- Jef Rademaekers
- Lazar Radović
- Piet Ramakers
- Bart Ramselaar (2016–2019)
- André Ramalho Silva (2021–2024)
- Slobodan Rajković (2007–2008)
- Cássio Ramos (2007–2011)
- Adil Ramzi (2000–2003)
- Jonathan Reis (2007–2008 & 2009 & 2010–2011)
- Michael Reiziger (2005–2007)
- Karim Rekik (2013–2015)
- Jan Renders
- Eugène Rensen
- Peter Ressel (1969–1970)
- Leen de Ridder
- Machiel de Ridder
- Dante Rigo (2017–2022)
- Marcel Ritzmaier (2011–2013 & 2014–2015)
- Arjen Robben (2002–2004)
- Robert (2004–2006)
- Francisco Rodríguez (2008–2011)
- Ricardo Rodríguez (2020)
- Fred Röhrig
- Romario (1988–1993)
- Maximiliano Romero (2017–2023)
- Dennis Rommedahl (1997 & 1998–2004)
- Wim de Ron
- Ronaldo (1994–1996)
- Eloy Room (2017–2019)
- Jacques Roomberg
- Bas Roorda (2007–2010)
- Frans Roosendaal
- Frans van Rooij
- Pablo Rosario (2017–2021)
- Jelle ten Rouwelaar (2002)
- Dirk Rozema
- Robbin Ruiter (2019–2020)
- Bryan Ruiz (2014)
- Sjef van Run (1926–1942)

## S
- Michal Sadílek (2018–2022)
- Ismael Saibari (2020–heden)
- Trent Sainsbury (2018–2019)
- Carlos Salcido (2006–2010)
- Shurandy Sambo (2021–2024)
- Randy Samuel (1985–1987)
- Ibrahim Sangaré (2020–2023)
- Sávio (2022–2023)
- Remco van der Schaaf (2002–2005)
- Stijn Schaars (2013–2016)
- Hendrik Schalks
- Twan Scheepers (1989–1992)
- Willy Scheepers
- Bent Schmidt Hansen (1967–1975)
- Berend Scholtens
- Jan Scholtens
- Jerdy Schouten (2023–heden)
- Rik Schouw
- Dick Schreuder
- Daan Schrijvers
- Jan Schudi
- Daniel Schwaab (2016–2020)
- Jenson Seelt (2022–heden)
- Hans Segers
- Willy Senders
- Gerald Sibon (2004–2006)
- Chris Sijen
- Fábio Silva (2023)
- Jos Simons (1968–1969)
- Timmy Simons (2005–2010)
- Xavi Simons (2022–2023)
- Khalid Sinouh (2011–2012)
- Andrius Skerla
- Jos Smets
- Arvid Smit (2004–2005 & 2006)
- Jan Smit
- Ad Smits
- Jan Smits
- Tom Smits
- Tommy Smolders
- Cor Smulders
- Hans Smulders (1982–1985)
- Eddy Sobczak (1971–1972)
- Frits Soetekouw
- Ole Sørensen (1966–1968)
- Toon Spooren
- Jan Spoorenberg
- Willem-Jan Staal
- Jaap Stam (1996–1998)
- Gerrit van Steenis
- Lieuwe Steiger
- Huub Stevens (1975–1986)
- Ovidiu Stîngă
- Jacques van Stippent
- Horst-Diter Strich
- Arie van Strien
- Pleun Strik (1967–1976)
- Kevin Strootman (2011–2013)
- Xiang Sun (2006–2007)
- Anders Svensson
- Ruud Swinkels (2012)

## T
- Jasar Takak (2002–2003)
- Abel Tamata (2010–2015)
- Diego Tardelli (2006–2007)
- Sergej Temroekov
- Jordan Teze (2018–2024)
- Bert Theunissen
- Karel Theuwis (1955–1957)
- Ryan Thomas (2018–2022)
- Archie Thompson (2005–2006)
- Hallvar Thoresen (1981–1988)
- Thomas Thorninger (1992–1994)
- Adri van Tiggelen (1991–1994)
- Janus Tijssen
- Guus Til (2022–heden)
- Gerrit van Tilburg (1960–1964 & 1970–1972)
- Malik Tillman (2023–2025)
- Ola Toivonen (2009–2013)
- Harrie Trines (1939-1949)
- Fachry Tuasamu
- Ad van Tuijl
- Wim den Tuinder
- Przemysław Tytoń (2011–2015)

## U
- Jesper Uneken (2023–heden)
- Lars Unnerstall (2018–2021)

## V
- Stan Valckx (1988–1992 & 1994–2000)
- Michel Valke (1979–1982 & 1983–1987)
- Vampeta (1994–1998)
- Gerald Vanenburg (1986–1993)
- Mika Väyrynen (2005–2008)
- Wietse Veenstra
- Joey Veerman (2022–heden)
- John Veldman (1986–1989)
- Cas van de Ven (1936–1941)
- Jan Vennegoor of Hesselink (2002–2007 & 2011)
- Janus Veraart (1942–1943)
- Jo Verbakel
- Lambert Verdonk
- Piet Vergouwen
- Bert Verhagen (1984–1989)
- Hans Verhagen
- Roberto Verhagen
- Jan Verhulst
- Piet Verkerk
- Maikel Verkoelen
- Jo Vermeulen
- Nick Vermeiren
- Bram Verplanke
- Yorbe Vertessen (2020–2024)
- Jan Vervest
- Nick Viergever  (2018–2021)
- Co Vijgeboom
- Carlos Vinícius (2021–2022)
- Marciano Vink (1994–1999)
- Eric Viscaal (1986–1988)
- Kees de Visser
- Rai Vloet (2014–2017)
- Johann Vogel (1999–2005)
- Adri Vogels
- George Voorjans
- Johan Vonlanthen (2003–2005)
- Dennis Vos (2022–2023)
- Harry Vos
- Jagoš Vuković (2009–2011 & 2012–2013)

## W
- Piet Wagemakers (1945–1946)
- Bas Wallaart (1937–1939)
- Boy Waterman (2012–2013 & 2022–2024)
- Henk Waterman (1953–1957)
- Ronald Waterreus (1994–2004)
- Nyron Wau (2001-2002)
- Gerard Weber (1968–1970)
- Chris van der Weerden (1995–2001)
- Frans Weijtens (1932–1934)
- Fritz Weiss (1920–1926)
- Wim van Wershoven (1924–1925)
- Jo de Wert (1937–1939)
- Harrie Wevers (1937–1941)
- Rob Wielaert (1997–2001)
- Roel Wiersma (1954–1965)
- Georginio Wijnaldum (2011–2015)
- Hannes Wijnands (1917–1921)
- Jordy de Wijs (2014–2018)
- Joop Wilbrink (1939–1940)
- Huub van den Wildenberg (1924–1927)
- Piet Wildschut (1979–1985)
- Jetro Willems (2011–2017)
- Jean Willrich (1976–1977)
- Piet Winkel (1931–1937)
- Danny Wintjens (2015)
- Fons van Wissen (1958–1967)
- Jacques de Wit (1956–1958)
- Joy de Wit (1966–1969)
- Zacharias de Wit (1927–1928)
- Will van Woerkum (1971–1972)
- Wim Wolbers (1958–1966)
- René Wolffs (1984–1985)
- Peter van Wordragen (1966–1968)
- Jan Wouters (Strijp) (1939–1940)
- Jan Wouters (1993–1996)
- Ton Wouters (1976–1977)
- Toon Wouters (1948–1957)
- Stijn Wuytens (2008–2012)

## X
- Abel Xavier (1998–1999)

## Y
- Cemal Yilmaz (1986–1989)

## Z
- Louis van der Zanden (1939–1940)
- Eran Zahavi (2020–2022)
- Género Zeefuik (2006–2008 & 2010–2012)
- Frits van Zeijl (1927–1933 en 1939–1940)
- Boudewijn Zenden (1994–1998)
- Zhou Haibin (2009)
- Oleksandr Zintsjenko (2016–2017)
- Jeroen Zoet (2013–2020)
- Edwin Zoetebier (2004–2006)
- Mike Zonneveld (2007–2010)
- Piet Zwegers (1922–1926)